# Guadasequies
Guadasequies település Spanyolországban, Valencia tartományban. Guadasequies Xàtiva, Alfarrasí, Bellús, L’Olleria, Sempere, Benigànim és La Pobla del Duc községekkel határos. Lakosainak száma 468 fő (2024).

## Népesség
A település népessége az utóbbi években az alábbiak szerint változott:
| Lakosok száma | 379  | 385  | 430  | 447  | 447  | 460  | 459  | 468  | 475  | 468  |
|               | 2001 | 2004 | 2007 | 2009 | 2012 | 2014 | 2017 | 2019 | 2022 | 2024 |